# Смрокув
Смро́кув (пол. Smroków) — деревня в Польше в сельской гмине Сломники Краковского повета Малопольского воеводства.

## География
Деревня располагается в 6 км от административного центра гмины города Сломники и в 26 км от административного центра воеводства города Краков.
В 1975—1998 годах деревня входила в состав Краковского воеводства.
Через деревню проходит железнодорожная линия Варшава-Западная — Краков-Главный, есть остановочный пункт Смрокув.

## Население
По состоянию на 2013 год в селе проживало 262 человек.
| 2007 | 2013 |
| ---- | ---- |
| 282  | 262  |

| Перепись  | Всего   | Всего | Женщины | Женщины | Мужчины | Мужчины |
| --------- | ------- | ----- | ------- | ------- | ------- | ------- |
| Единицы   | человек | %     | человек | %       | человек | %       |
| Население | 262     | 100   | 134     | 51,14   | 128     | 48,46   |